# سینما الی
سینمای ایالتی اِلی (به انگلیسی: Ely State Theater) سالن سینمایی است که در شهر الی، مینه‌سوتا در ایالات متحده آمریکا واقع شده‌است. این سینما در سال ۱۹۳۶ میلادی، توسط شرکت معماری لیبنبرگ و کاپالان و در سبک معماری استریم‌لاین مدرن ساخته‌شد.
سینما الی در سال ۲۰۱۵ در فهرست اماکن تاریخی آمریکا به شماره «۱۵۰۰۰۴۴۰» به ثبت رسید.
این سینما به آدرس ۲۳۴ خیابان شریدن شرقی واقع شده‌است.